# Simone Bertelli
Simone Bertelli (* 25. Oktober 2004 in Turin) ist ein italienischer Leichtathlet, der sich auf den Stabhochsprung spezialisiert hat.

## Sportliche Laufbahn
Erste internationale Erfahrungen sammelte Simone Bertelli im Jahr 2022, als er bei den U20-Weltmeisterschaften in Cali mit übersprungenen 4,90 m in der Qualifikationsrunde ausschied. Anschließend gewann er bei den U23-Mittelmeer-Meisterschaften in Pescara mit 5,18 m die Bronzemedaille hinter den Franzosen Baptiste Thiery und Matthias Orban. Im Jahr darauf siegte er mit 5,40 m bei den U20-Europameisterschaften in Jerusalem. 2024 verpasste er bei den Europameisterschaften in Rom mit 5,25 m den Finaleinzug und im Jahr darauf siegte er mit neuer Bestleistung von 5,70 m bei den U23-Europameisterschaften in Bergen.
2023 wurde Bertelli italienischer Meister im Stabhochsprung im Freien sowie 2024 in der Halle.